# Piper Verlag

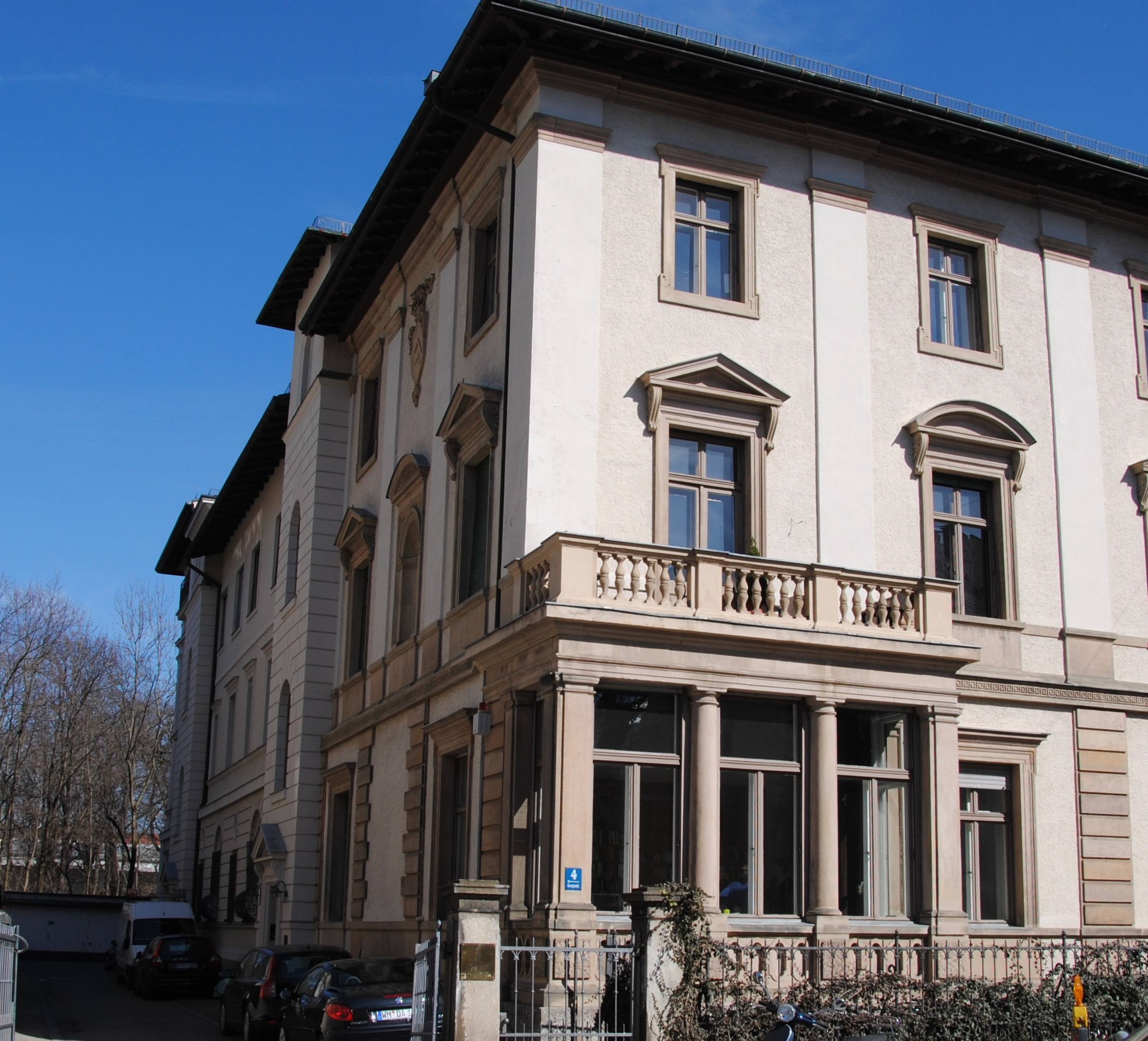
Das Verlagsgebäude in der Georgenstraße 4 ist eine von August Thiersch erbaute Villa.

Der Piper Verlag ist ein 1904 gegründeter Buchverlag für Belletristik und Sachbuch mit dem Geschäftssitz in München. Autoren des Verlags sind unter anderem Hannah Arendt, Ingeborg Bachmann, Markus Heitz, Hape Kerkeling, Sándor Márai, Sten Nadolny, Charlotte Roche, Heinrich Steinfest, Paul Watzlawick und Alan Weisman. Der Verlag gehört seit 1995 zur schwedischen Bonnier-Gruppe.

## Geschichte

### Der Verlag von seiner Gründung bis 1932

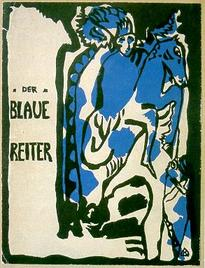
Umschlagillustration von Kandinsky zum Almanach Der Blaue Reiter

Der Piper Verlag (München) wurde am 19. Mai 1904 vom damals 24-jährigen Reinhard Piper gegründet. Sein Schwerpunkt lag in den Jahren bis zum Ausbruch des Zweiten Weltkrieges bei der künstlerischen Avantgarde Deutschlands. Bekannt wurde er durch die Veröffentlichung des Almanachs Der Blaue Reiter, herausgegeben von Wassily Kandinsky und Franz Marc im Mai 1912. Auch Christian Morgenstern ließ viele seiner Werke im Piper Verlag veröffentlichen. Der Verlag edierte auch Mappenwerke mit Originalgrafik, u. a. 1918 „Shakespeare Visionen. Eine Huldigung deutscher Künstler“. Diese Mappe wurde 1937 in der Aktion „Entartete Kunst“ aus mehreren Museen beschlagnahmt.

### Der Verlag während der Zeit des Nationalsozialismus
1935 musste der jüdische Teilhaber Robert Freund den Verlag verlassen. Er erhielt eine Abfindung, die durch den Verkauf des verlagseigenen Gebäudes erzielt wurde, und der Piper Verlag zog in die Georgenstraße 4. Bis heute hat das Unternehmen dort in der von August Thiersch erbauten Villa seinen Sitz.
Unrühmlich ist der Umgang mit dem jüdischen Übersetzer Isak Grünberg, dessen Céline-Übersetzung (Reise ans Ende der Nacht) nach der Machtübergabe an die Nationalsozialisten 1933 sofort an einen Kleinverlag verkauft wurde. Erst in den 1990er Jahren wurde der Übersetzer in den zahlreichen Neuauflagen benannt (inzwischen liegen die Rechte beim Rowohlt Verlag).
Während der Zeit des Nationalsozialismus beschränkte der Verlag sich auf neutrale „Unterhaltungsliteratur“ und weniger bekannte – oft ausländische – Autoren, da viele der „Hausautoren“ nun als entartete Künstler gebrandmarkt wurden.

### Nachkriegszeit
Als Reinhard Piper 1953 starb, gab er den Verlag an seinen Sohn Klaus weiter. In den Nachkriegsjahren veröffentlichte der Piper Verlag vor allem Taschenbücher und gründete 1960 mit 10 weiteren Verlagen den Deutschen Taschenbuch Verlag (dtv). Piper blieb seinem Anspruch, anspruchsvolle Literatur zu veröffentlichen, treu. So erschienen neben deutschsprachigen (z. B. zwei Gedichtbände von Ingeborg Bachmann) auch besonders Werke von italienischen Autoren. Der Verlag erweiterte sein Repertoire stetig, unter anderem im Bereich der Naturwissenschaften, Zeitgeschichte, Theologie und Musik. Ab 1986 erschien die siebenbändige Pipers Enzyklopädie des Musiktheaters.
Nachdem Klaus Piper Hans Baumann damit beauftragt hatte, einen Lyrikband der politisch verfolgten Schriftstellerin Anna Achmatowa zu übersetzen, protestierte Ingeborg Bachmann, da Baumann u. a. ein nationalsozialistischer Funktionär war. Weil der Verlag nicht auf ihren Protest einging, verließ sie den Verlag 1967 und wechselte zum Suhrkamp Verlag. Als Problem erwies sich später auch Hans Rößner: Erst nach seinem Tod (1997) wurde öffentlich, dass dieser langjährige Lektor und Verlagsleiter als Leiter des Referats III C 3 (Volkskultur und Kunst) im Reichssicherheitshauptamt tätig gewesen war. Bei Piper betreute er u. a. die Emigrantin Hannah Arendt. Seine Karriere nach 1945 ähnelt der vieler Akademiker aus der Generation des Unbedingten (Michael Wildt), die Netzwerke des Verschweigens und des sozialen Aufstiegs bildeten. Piper ist aber der wichtigste Verleger von Arendt.

### Aktuelle Verlagsentwicklung
1995 ging der Piper Verlag in den Besitz der schwedischen Bonnier-Gruppe über. Ab 1995 war Viktor Niemann (* 1940) Geschäftsführer des Verlags. Er wurde von der Zeitschrift BuchMarkt als „Verleger des Jahres 1998“ ausgezeichnet. Von 2003 bis 2008 war Wolfgang Ferchl (* 1955) verlegerischer Geschäftsführer des Verlags. Von April 2009 bis Ende Januar 2016 übernahm Marcel Hartges, vorher verlegerischer Geschäftsführer des DuMont Buchverlags, diese Position. Seine Nachfolgerin wurde mit Wirkung zum 15. März 2016 Felicitas von Lovenberg. Anfang April 2016 wurde bekannt, dass aufgrund des Ausscheidens von Hartges auch der Erfolgsautor Ferdinand von Schirach den Piper Verlag verlässt.
Ich bin dann mal weg, Hape Kerkelings Bericht seiner Pilgerreise auf dem Jakobsweg, erschien 2006 im Tochterverlag Malik und gilt mit mehr als vier Millionen verkauften Exemplaren als erfolgreichstes deutschsprachiges Sachbuch der Nachkriegsgeschichte. Es befand sich nach seinem Erscheinen monatelang auf den vorderen Plätzen der deutschen Bestsellerlisten und verkaufte sich nach Auskunft des Verlags bis Ende 2007 rund 3 Millionen Mal und belegte für 100 Wochen Platz 1 der Sachbuch-Bestsellerliste.
Auf der Frankfurter Buchmesse 2015 wurde der Verlag mit dem Virenschleuder-Preis ausgezeichnet.

## Buchreihen vor 1945

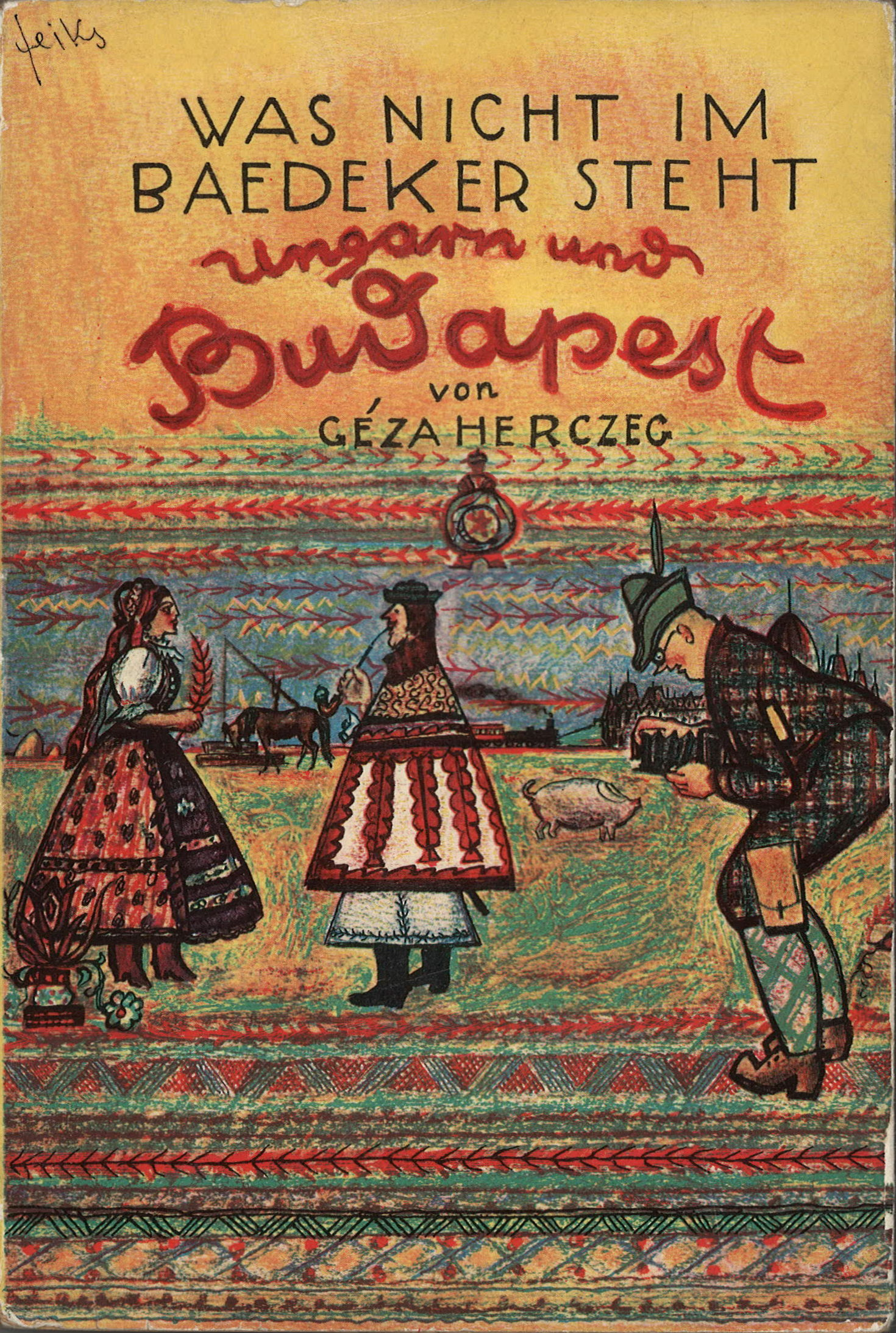
Was nicht im Baedeker steht. Das Buch von Ungarn und Budapest (1928), Umschlag von Eugen Feiks

### Was nicht im „Baedeker“ steht
Zu der Buchreihe im Einzelnen: 
Als humoriger Gegenentwurf zu den sehr sachlichen und auf das aus Sicht des Verlags Karl Baedeker Wesentliche beschränkten Baedeker-Inhalten erschien im Piper Verlag ab 1927 die vom Teilhaber des Verlags, Robert Freund, lektorierte Reihe Was nicht im „Baedeker“ steht mit Startauflagen zwischen 5 000 und 10 000 Stück. U. a. gehörten Erika und Klaus Mann sowie Annemarie Schwarzenbach, Hans Reimann und Hermann von Wedderkop zu den Autoren der insgesamt 17 Bände, die bis auf die von Thomas W. MacCallum ins Englische übertragene Ausgabe von Wien (The Vienna that’s not in the Baedeker) römisch nummeriert waren. Zu den Buchdeckeln bzw. den fragilen Schutzumschlägen von 14 dieser Titel, die in verschiedenen Einbandvarianten erschienen sind, zeichnete der Grafiker Walter Trier die farbigen Illustrationen auf gelbem Grund. Die mit Eugen Szatmaris Beschreibung von Berlin beginnenden und einer überarbeiteten Fassung von Wedderkops Bands für Rom 1938 endenden Texte wurden von verschiedenen Künstlern, wie Pablo Picasso, Henri Matisse, Otto Pankok, Olaf Gulbransson oder Ernst Aufseeser, mit Schwarz-weiß-Illustrationen versehen.
Die Connewitzer Verlagsbuchhandlung aus Leipzig legte 1995 und 1997 von insgesamt fünf Titeln fotomechanische Nachdrucke vor. Von dem Band Das Buch von der Riviera der Mann-Geschwister gab auch der Rowohlt Verlag 2001 und 2004 Reprints heraus, nachdem bereits 1989 der Berliner Verlag Silver & Goldstein eine mit zeitgenössischen Fotografien und einem Nachwort von Martin Ripkens ergänzte Ausgabe auf den Buchmarkt gebracht hatte. Teilweise mit Nachworten erschienen ab 2020 im Wiener Milena Verlag die Bände „Wien“, „Berlin“ und „München“.

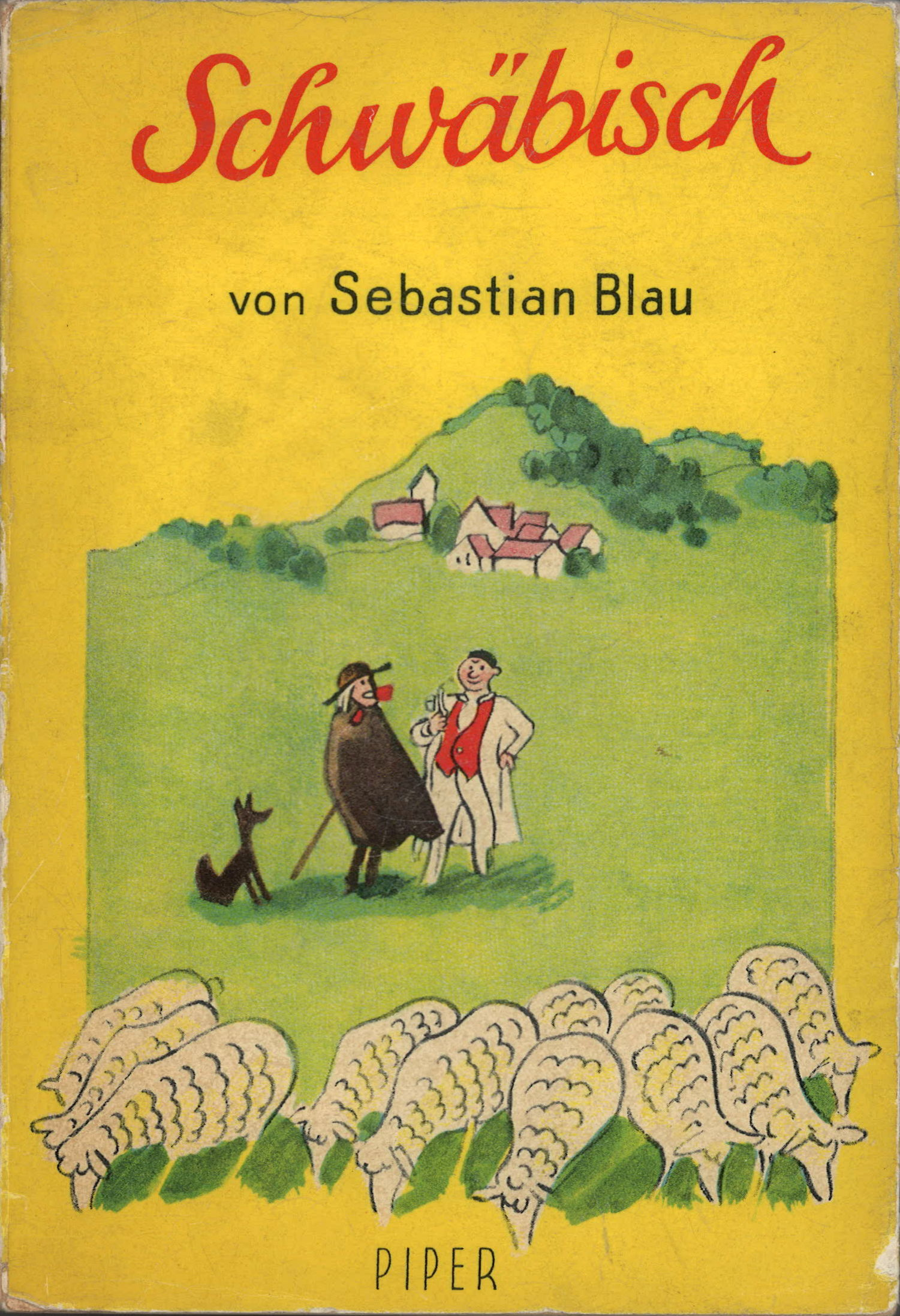
„Schwäbisch“ (VI), Umschlag von Walter Trier

### Was nicht im Wörterbuch steht
Weitere Ausführungen zu der Buchreihe finden sich im: 
1931 folgte anknüpfend an das Motto der alternativen Reiseführer mit Hans Reimanns Sächsisch, der damit erneut als Autor in Erscheinung trat, der erste Band der siebenbändigen Reihe „Was nicht im Wörterbuch steht“, die die deutschen Dialekte und die mit ihr verbundene Heimatkultur thematisiert. Unter den weiteren Autoren waren Hans Sassmann (Wienerisch), Hans Ostwald (Berlinerisch) und Fritz Specht (Plattdeutsch). Ein zunächst als Band II geplanter Reihentitel Kölsch von Kuhlemann erschien nicht. Die Ausstattung (Umschlaggestaltung, Illustrationen und Einbindungen) war ähnlich wie bei der Reihe Was nicht im Baedeker steht. Wiederum lieferte also Walter Trier die Einbandentwürfe; es gab jedoch keine Pappbände, da diese sich bei der Reiseführer-Reihe als nicht robust genug erwiesen hatten. Nach dem Zweiten Weltkrieg erlebten einige Bände Neuauflagen, teilweise in veränderter Aufmachung und sogar bei anderen Verlagen. Zu einer Reprintausgabe der Connewitzer Verlagsbuchhandlung kam es bei dieser Reihe nur beim Band Sächsisch im Jahr 1995.

### Piperbote
Von 1924 bis 1936 erschien quartalsweise Der Piperbote für Kunst und Literatur. Mit diesen kostenlos im Abonnement abgegebenen Verlagsschriften, in denen u. a. kleinere Erzählungen der Hausautoren und Leseproben aus ihren größeren Werken sowie Autorenporträts enthalten waren, machte Piper zusätzlich zu den üblichen Werbeprospekten auf die aktuelle Verlagsproduktion aufmerksam.

### Piper-Almanach
Mehrfach wurden zu Verlagsjubiläen Almanache in Broschurform herausgegeben, die, beginnend 1914, grundsätzlich im Abstand von zehn Jahren über den aktuellen Stand der Verlagsarbeit, u. a. mit Leseproben, berichteten und auch Verzeichnisse der Verlagsproduktion der zurückliegenden Jahre enthielten. Zusätzliche Ausgaben gab es 1929 nach einem Vierteljahrhundert, 1939 nach 35 Jahren sowie 1979 nach dem 75-jährigen Jubiläum. Dagegen entfiel kriegsbedingt der für 1944 anstehende Almanach. Der bislang jüngste Band erschien 2004 zum einhundertjährigen Verlagsjubiläum unter dem Titel 100 Jahre Piper. Die Geschichte eines Verlags. Er wurde von Edda Ziegler herausgegeben. Seit 1924 waren den Almanachen Illustrationen beigegeben. Ein namentlicher Herausgeber wurde erstmals mit Klaus Piper 1954 im Band genannt. Zuvor hatte der Verlag nur in anonymisierter Form für die Herausgeberschaft verantwortlich gezeichnet.

## Buchreihen nach dem Zweiten Weltkrieg

### Piper Bücherei
1946 kam mit Beethovens Denkmal im Wort von Richard Benz der erste Band der nummerierten Piper-Bücherei im Broschureinband und Taschenbuchformat auf den Markt. Die bis 1966 in über 200 Nummern im Hoch- und Querformat erschienene Reihe umfasste zum einen literarische Texte von Autoren wie Fjodor Michailowitsch Dostojewski, Gustave Flaubert oder Herman Melville. Später erschienen zum anderen auch viele Titel von und über Künstler sowie zu kunstwissenschaftlichen Themen, wie Matthias Grünewald’s Isenheimer Altar (PB 2, 1947), Michelangelos Weltgericht (PB 29, 1949) oder, von Erhard Göpel herausgegeben, Max Beckmann Der Zeichner (PB 74, 1954). Mag die Namensgebung vielleicht auch ein wenig von der schon über 30 Jahre länger sehr erfolgreich verlegten Insel-Bücherei inspiriert worden sein, entwickelte die ab 1948 zumeist im Pappband aufgebundene Reihe doch ein eigenständiges Profil mit einem starken Akzent im künstlerischen Bereich.

### Serie Piper
Die Serie Piper ist die aktuelle Taschenbuchreihe des Verlags. Sie wurde 1970 begründet und in den 1980er-Jahren stark ausgebaut, indem nicht nur Hardcover-Titel als preiswerte, broschierte Nachauflagen zweitverwertet wurden, sondern auch viele Erst- und Originalausgaben erschienen. 1995 wurde die Serie Piper von dem Trendforscher Peter Wippermann komplett neu gestaltet. Derzeit werden jeden Monat bis zu 25 neue Titel veröffentlicht, von denen etwa 60 Prozent aus dem Hardcover-Programm des Verlags stammen.

### Gebrauchsanweisung
Schon 1978 war Paul Watzlawicks Gebrauchsanweisung für Amerika entstanden, der Pilotband für die erfolgreiche Gebrauchsanweisungen-Reihe. Seither erscheinen jährlich neue Titel, in denen namhafte Autoren wie z. B. Kai Strittmatter, Antje Rávic, Birgit Vanderbeke oder Bruno Jonas ihre Eindrücke und ortskundigen Geschichten veröffentlichen. So ermöglichen die Autoren auf ungewöhnliche und literarische Weise einen persönlichen Blick und eine authentische Annäherung an Länder, Regionen, Städte sowie seit kurzem Sport und sportliche Phänomene.

### Denkanstöße
Das Lesebuch aus Philosophie, Kultur und Wissenschaft erscheint einmal jährlich und gibt eine Orientierung in der Welt des Wissens. Die Gesamtauflage liegt bei über 2 Millionen verkauften Büchern.

### New Adult
Der Piper Verlag hat als einer der ersten deutschen Verlage das New-Adult-Genre vorangetrieben. Seit 2013 sind die Bücher von New-Adult-Autorinnen eigenständiger Bestandteil des Verlagsprogramms. Ab 2022 bündelt der Verlag das Romance-Genre unter dem Label everlove.

## Imprints, Tochterverlage
Mit dem Erwerb des Neuen Malik-Verlags (1996) und des Kabel Verlags (1997) konnte das Programm ausgeweitet werden, ebenso 2004, als die Heyne-Fantasy-Reihe vom Piper Verlag übernommen wurde. Im Juni 2008 kaufte Piper den Pendo Verlag, und schließlich wurde auch der Westend Verlag in Frankfurt am Main als Imprint der Piper-Gruppe übernommen. Im Jahr 2011 verkaufte Piper seine Anteile rückwirkend zum 1. Januar des Jahres, behielt aber die Vertriebs-Kooperation bei.
Ebenfalls seit 2008 gehört Piper die Taschenbuchreihe Malik National Geographic. Sie entsteht in Kooperation mit National Geographic Deutschland und umfasst Reiseerzählungen und Abenteuerberichte.
Im Februar 2012 wurde der Berlin Verlag / Bloomsbury Berlin an die schwedische Bonnier-Gruppe verkauft und kooperiert innerhalb von Bonnier Media Deutschland mit dem Piper Verlag.

### Malik
Ausgelöst durch den fesselnden Reisebericht In eisige Höhen von Jon Krakauer bei Malik, der über ein Jahr lang die Bestsellerlisten anführte, sowie In die Wildnis etablierte sich der Malik Verlag als Marke für dieses Genre und bietet seitdem eine besondere Programmmischung aus Abenteuer, Reiseerfahrung und Literatur an. Weitere Autoren sind Reinhold Messner, Andreas Kieling, Carmen Rohrbach, Helge Timmerberg, Christine Thürmer, Stephan Orth, Andreas Altmann, Hans Kammerlander u. v. a.
Einzigartig in der deutschsprachigen Verlagslandschaft ist der Erfolg von Hape Kerkelings Pilgerbericht Ich bin dann mal weg, mit fünf Millionen verkauften Exemplaren das erfolgreichste deutsche Sachbuch der Nachkriegsgeschichte. Es stand 100 Wochen auf Platz 1 der SPIEGEL-Sachbuch-Bestsellerliste und erschien im Oktober 2021 in einer um ein neues Vorwort von Hape Kerkeling erweiterten Jubiläumsausgabe. 2021 feierte der Malik Verlag 25-jähriges Jubiläum.

## Autoren
Ingeborg Bachmann, Alessandro Baricco, Thommie Bayer, Wolf-Ulrich Cropp, Arne Dahl, Jennifer Donnelly, Anne Holt, François Lelord, Sten Nadolny, Anita Shreve, Maarten ’t Hart, Sándor Márai, Judith Lennox, Volker Klüpfel, Michael Kobr, Charlotte Roche, Heinrich Steinfest, Jörg Steinleitner, Alissa Walser, Hannah Arendt, Richard P. Feynman, Hans Küng, Hape Kerkeling, Remo H. Largo, Michael Moore, Gabor Steingart, Paul Watzlawick, Brigitte Hamann, Sybil Gräfin Schönfeldt, Andreas Kieling, Rüdiger Nehberg, Reinhold Messner, Stephan Orth, Ilja Trojanow, Jon Krakauer, Steve House, Carmen Rohrbach, Dieter Kreutzkamp, Markus Heitz, Ralf Isau, Michael Peinkofer, Stephenie Meyer, Wolfgang Hohlbein, Robert Jordan, Paul Finch, Robert Corvus, Rocko Schamoni u. v. m.